# Copa de Oro de Occidente
La Copa de Oro de Occidente fue un torneo donde participaban los clubes profesionales del fútbol mexicano que tenían su sede en la región occidental del país, ubicados en los estados de Jalisco, Guanajuato, Nayarit y Michoacán.
El torneo se creó con el objetivo de cubrir el receso entre el torneo de copa y el de liga, fungiendo a la vez como vitrina para probar nuevos elementos y contribuir a la formación de jugadores que tenían poca participación en otras competiciones.
El trofeo de la competencia, consistía en una copa hecha de oro macizo, la cual sería entregada de manera definitiva a aquel equipo que lograra ganar tres torneos de manera consecutiva o cinco alternados. El ganador de cada año recibiría una réplica del trofeo para poder lucirlo en sus vitrinas.
Los equipos que tuvieron participación en este torneo fueron Guadalajara, Atlas y Oro por el estado de Jalisco; León, Irapuato y Celaya por Guanajuato; Morelia, La Piedad y Zamora por Michoacán; y Tepic por Nayarit.

## Historia
La primera copa se jugó del 30 de mayo al 4 de julio de 1954, participaron los equipos Guadalajara, Atlas, Oro y León. Los Freseros del Irapuato fueron invitados, pero no pudieron participar ya que aún se encontraban participando en el torneo de Copa de la Segunda División, categoría donde ya habían sido campeones de liga y por consecuente habían logrado el ascenso a Primera División. Al finalizar el torneo, el Guadalajara logró alzarse con su primer campeonato.
El torneo se jugó con regularidad hasta 1960, año en que desaparece, en su lugar se disputó el Torneo de la Ciudad de Guadalajara, competencia donde participaron únicamente los equipos tapatíos, Guadalajara, Atlas, Oro y Nacional. Tiempo después surge el Cuadrangular de Occidente, que tuvo su primera edición en 1966.
Para febrero de 1986 se organiza un nuevo torneo con este mismo nombre. El campeonato se dividió en dos competiciones, una compuesta por equipos de Segunda y Primera División, y otra conformada únicamente por equipos de Primera División. 
La competición entre equipos de Segunda y Primera División, inició el 12 de marzo de 1986 y en ella participaron Atlas, Universidad de Guadalajara, Universidad Autónoma de Guadalajara e Irapuato por la Primera División, y Jalisco, Tecomán, Tepic y La Piedad por la Segunda.
Por su parte, en la competición exclusiva para equipos de Primera División participaron Irapuato, Universidad de Guadalajara, Universidad Autónoma de Guadalajara y Atlas, el torneo inició el 16 de marzo. Los primeros lugares de cada torneo se debían enfrentar entre sí para determinar al ganador de la copa.

## Campeones
| Temporada | Campeón     | Subcampeón  | D.T. Campeón         |
| --------- | ----------- | ----------- | -------------------- |
| 1954      | Guadalajara | Oro         | José María Casullo   |
| 1955      | Guadalajara | Oro         | José María Casullo   |
| 1956      | Guadalajara | León        | José María Casullo   |
| 1957      | Irapuato    | Guadalajara | Donaldo Ross         |
| 1958      | Oro         | Atlas       | José Naranjo         |
| 1959      | Irapuato    | Atlas       | José María Rodríguez |
| 1960      | Guadalajara | León        | Javier de la Torre   |
| 1986      | Sin datos   |             |                      |

## Títulos por equipo
| Equipo      | Campeón | Subcampeón | Años títulos           |
| ----------- | ------- | ---------- | ---------------------- |
| Guadalajara | 4       | 1          | 1954, 1955, 1956, 1960 |
| Irapuato    | 2       | 0          | 1957, 1959             |
| Oro         | 1       | 2          | 1958                   |
| Atlas       | 0       | 2          | -                      |
| León        | 0       | 2          | -                      |